# Vauvert
Vauvert è un comune francese di 11 225 abitanti situato nel dipartimento del Gard, nella regione dell'Occitania.

## Società

### Evoluzione demografica
Abitanti censiti

## Descrizione
Esposto a un clima mediterraneo, è attraversato dal Rodano, dal Canale del Basso Rodano-Linguadoca, dal Canale dal Rodano a Sète, il Vieux Vistre, il torrente di Valliouguès e da diversi altri piccoli corsi d’acqua. Compreso nella Camargue (delta del Rodano), il comune possiede un patrimonio naturale rimarchevole: quattro siti Natura 2000 (Il Piccolo Rodano, la Piccola Camargue, la Camargue gardoise fluvio-lacustre e le costiere di Nîmes), cinque spazi protetti (La riserva naturale regionale dello Scamandre, il bassopiano dell'Aude e le Colline d'Enserune, le Costiere di Nîmes, la Camargue e la Piccola Camargue) e otto zone naturali d'interesse ecologico, faunistico e floreale.
Vauvert è un comune urbano e litorale che contava 11 465 abitanti nel 2020, dopo aver conosciuto un forte incremento nella popolazione dal 1962. Si trova nell'agglomerato francese di Vauvert e fa parte dell'Area di attrazione di Nîmes. I suoi abitanti sono chiamati i Vauverdois o Vauverdoises. Il patrimonio architettonico del comune comprende due immobili protetti a titolo di monumento storico: la Cappella di Montcalm, iscritta nel 2000, e il Tempio protestante.